# Bottineau (Észak-Dakota)
Bottineau település az Amerikai Egyesült Államok Észak-Dakota államában, Bottineau megyében, melynek megyeszékhelye is. Lakosainak száma 2194 fő (2020. április 1.).

## Népesség
A település népességének változása:

| 2010 | 2 211 |
| 2020 | 2 194 |